# Armand Desmet
Armand Desmet (Waregem, 23 januari 1931 – 17 november 2012) was een Belgisch wielrenner. Hij was beroepsrenner tussen 1955 en 1967. Hij is een broer van wielrenner Roger Desmet en vader van wielrenner Tom Desmet.
Hij overleed op 17 november 2012 op 81-jarige leeftijd.

## Belangrijkste overwinningen
1958
- E3-Prijs

1959
- Eindklassement Ronde van België

1961
- 1e etappe Parijs-Nice
- 1e etappe Ronde van België

1962
- 2e etappe B Ronde van Frankrijk
- 4e etappe A Ronde van België
- Rund um den Henninger-Turm

1964
- 4e etappe A Ronde van Spanje

## Belangrijke ereplaatsen
1958
- 2e in Eindklassement Ronde van België
- 3e in Parijs-Brussel

1961
- 2e in Eindklassement Ronde van België
- 3e in Luik-Bastenaken-Luik

1962
- 3e in 1e etappe Parijs-Nice
- 3e in Gent-Wevelgem

1967
- 3e in E3 Prijs Vlaanderen

## Resultaten in voornaamste wedstrijden
| Jaar | Ronde van Italië | Ronde van Frankrijk | Ronde van Spanje |
| ---- | ---------------- | ------------------- | ---------------- |
| 1957 |                  |                     |                  |
| 1958 |                  | 33e                 |                  |
| 1959 |                  | 23e                 |                  |
| 1960 |                  | 53e                 | ↑                |
| 1961 | opgave           |                     |                  |
| 1962 | 10e (1)          | 16e                 |                  |
| 1963 |                  | 5e                  |                  |
| 1964 |                  | opgave              | opgave (1)       |
| 1965 |                  | opgave              | 25e              |
| 1966 |                  | 27e                 |                  |
| 1967 |                  |                     |                  |

| Jaar | Milaan-San Remo | Gent-Wevelgem | Ronde van Vlaanderen | Parijs-Roubaix | Luik-Bast.‑Luik | Ronde van Lombardije | Parijs-Brussel |  | WK op de weg |  | Wereldranglijsten |
| ---- | --------------- | ------------- | -------------------- | -------------- | --------------- | -------------------- | -------------- |  | ------------ |  | ----------------- |
| 1957 |                 | 44e           | 21e                  |                |                 |                      |                |  |              |  |                   |
| 1958 | 10e             | 12e           | 4e                   |                | 25e             |                      | Brons          |  |              |  | 21e (CDC)         |
| 1959 |                 | 5e            |                      |                | 42e             |                      | 52e            |  |              |  |                   |
| 1960 | 72e             | 18e           | 31e                  |                |                 |                      | 25e            |  |              |  |                   |
| 1961 | 45e             | 6e            | 25e                  | 8e             | ↑               |                      | 10e            |  |              |  |                   |
| 1962 | 25e             | Brons         | 19e                  | 25e            | 23e             | 8e                   | 5e             |  | 29e          |  |                   |
| 1963 | 71e             | 38e           |                      | 5e             | 18e             |                      |                |  | 18e          |  | 8e (SPP)          |
| 1964 | 94e             | 32e           | 41e                  | 73e            |                 |                      |                |  |              |  |                   |
| 1965 | 76e             | 19e           |                      |                |                 |                      |                |  |              |  |                   |
| 1966 | 14e             | 19e           | 12e                  |                | 20e             |                      | 17e            |  |              |  |                   |
| 1967 |                 |               |                      |                |                 | 19e                  |                |  |              |  |                   |